# Cryptocarya louvelii
Cryptocarya louvelii là loài thực vật có hoa trong họ Nguyệt quế. Loài này được Danguy miêu tả khoa học đầu tiên năm 1927.